# Евритион (аргонавт)
Евритион (др.-греч. Εὐρυτίων) — персонаж древнегреческой мифологии. Был аргонавтом.
Согласно фессалийской версии, сын Актора. Царь Фтии, отец Антигоны. Принял у себя Пелея, товарища по походу аргонавтов, который покинул родину из-за убийства брата Фока. Пелей был очищен им от скверны убийства, он женил его на дочери и передал ему треть царства. Участник Калидонской охоты, во время которой Пелей нечаянно поразил его дротиком и убил.
По другой версии, Евритион (он же Еврит) был сыном Ира и Демонассы и происходил из Опунтской Локриды. В этой версии их свойство с Пелеем не упоминается, после упомянутого убийства Евритиона на охоте Пелей предлагает выкуп отцу убитого (см. Ир).